# Chiloscyphus brookwoodianus
Chiloscyphus brookwoodianus är en bladmossart som först beskrevs av Paton et Sheahan, och fick sitt nu gällande namn av J.J.Engel. Chiloscyphus brookwoodianus ingår i släktet blekmossor, och familjen Lophocoleaceae. Inga underarter finns listade i Catalogue of Life.